# Hugo Sánchez Guerrero
Hugo Sánchez Guerrero (Monterrey, 8 maggio 1981) è un ex calciatore messicano, di ruolo difensore.

## Carriera

### Club
Debutta il 2 settembre 2000 in Monterrey-Tigres 1-0; nella sua prima stagione nella Primera División messicana gioca 10 i primi 60 minuti della sua partita d'esordio. Nel 2007 si trasferisce al Morelia, dove gioca per una sola stagione prima di tornare al Tigres UANL.

### Nazionale
Con la nazionale messicana ha giocato 9 volte, partecipando alla FIFA Confederations Cup 2005; un infortunio lo ha tenuto fuori dalla squadra per Germania 2006.